# Bill Plympton

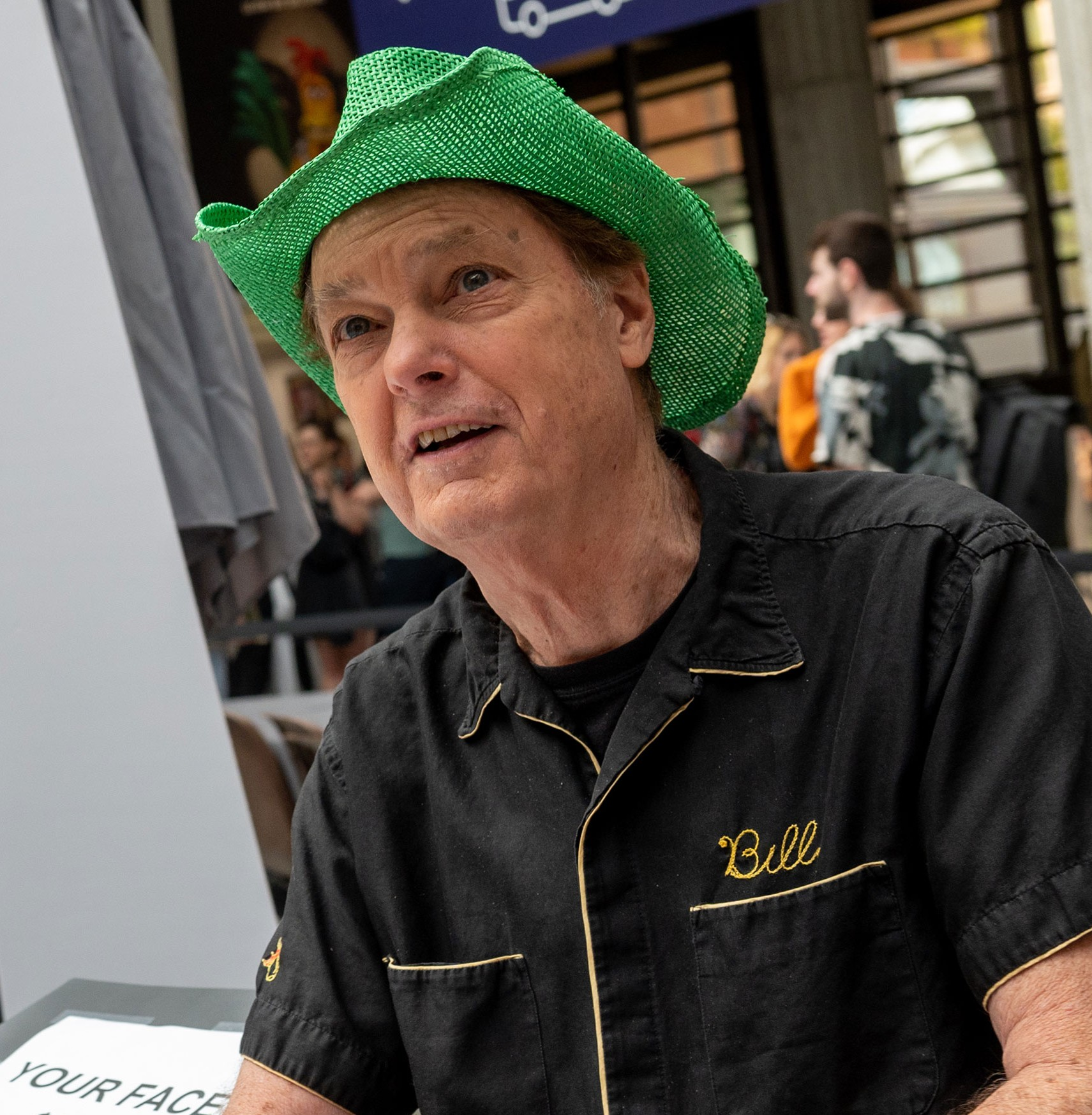
Bill Plympton (2023)

Bill Plympton (* 30. April 1946 in Portland, Oregon) ist ein US-amerikanischer Animator und Regisseur.

## Leben
Von frühester Jugend begeistert von den Trickfilmen, die er im US-amerikanischen Fernsehen sah, begann Plympton bereits früh damit Karikaturen zu zeichnen. Mit 16 Jahren schickte er einige seiner Entwürfe an Disney, die ihm aber auf seine Bewerbung um einen Job, ob seines Alters, eine Absage erteilten.
Nach seiner langjährigen Arbeit als Karikaturist für amerikanische Tageszeitungen, wie zum Beispiel für die New York Times stellte er 1977 mit Lucas the Ear of Corn seinen ersten animierten Kurzfilm fertig. Weitere folgten und wurden mit zunehmender Häufigkeit auf MTV gezeigt. 1988 wurde der Kurzfilm Your Face für einen Oscar in der Kategorie Bester animierter Kurzfilm nominiert.
1992 folgte Plymptons erster animierter Spielfilm The Tune, auf den weitere, wie etwa 2001 der viel beachtete Film Mutant Aliens, folgten. Sein im Jahr 1997 produzierter Animationsfilm Sex & Violence wurde im Folgejahr beim Trickfilmfestival Stuttgart mit dem Preis für den witzigsten Film prämiert. 2011 erhielt die musikalischen Komposition von Corey A. Jackson und Nicole Renaud in Bill Plymptons Animationsfilm The Cow Who Wanted to be a Hamburger (2010) beim selbigen den Music for Animation Sonderpreis. Zahlreiche seiner Produktionen im Bereich Animation wurden bereits auf dem Trickfilmfestival Stuttgart gezeigt, bei dem er schon mehrfach zu Gast und 2013 neben Anand Gurnani und Reinhard Klooss Jurymitglied in der Kategorie AniMovie war.
Plymptons Filme richten sich, wie er selbst sagt, an ein eher erwachsenes Publikum, da sie ein für Trickfilme, verhältnismäßig hohes Maß an Sex und Gewalt beinhalten und mit einem recht dunklen Humor aufwarten.

## Filmografie

### Animationsfilme (Auswahl)
- 1977: Lucas, the Ear of Corn
- 1985: Drawing Lesson #2
- 1985: Boomtown
- 1987: Love in the Fast Lane
- 1987: Your Face
- 1988: Self Portrait
- 1988: How to Kiss
- 1988: One of Those Days
- 1989: 245 Days
- 1989: Animated Self-Portraits
- 1989: 25 Wege das Rauchen aufzugeben (25 Ways to Quit Smoking)
- 1990: Tango Schmango
- 1990: Dig My Do
- 1990: The Wiseman
- 1990: Plymptoons
- 1991: Push Comes to Shove
- 1992: Toon-O-Rama (TV)
- 1992: The Tune
- 1993: Draw
- 1994: Faded Roads
- 1994: Nose Hair
- 1994: J. Lyle
- 1995: Guns on the Clackamas: A Documentary
- 1996: Smell the Flowers
- 1996: How to Make Love to a Woman
- 1997: Sex and Violence
- 1997: I Married a Strange Person!
- 1997: Boney D
- 1997: Walt Curtis: The Peckerneck Poet (Dokumentarfilm)
- 1998: General Chaos: Uncensored Animation
- 1999: Mondo Plympton
- 1999: More Sex and Violence
- 2000: Can’t Drag Race with Jesus
- 2000: Exciting Life of a Tree
- 2000: Surprise Cinema
- 2001: Mutant Aliens
- 2001: Eat
- 2001: 12 Tiny Christmas Tales
- 2003: Parking
- 2004: Hair High
- 2004: Guard Dog
- 2005: The Fan and the Flower
- 2005: Spiral
- 2006: Guide Dog
- 2007: Shuteye Hotel
- 2008: Hot Dog
- 2008: Idiots and Angels
- 2008: Tokyo Onlypic 2008
- 2008: Santa: The Fascist Years
- 2009: Horn Dog
- 2010: The Cow Who Wanted to Be a Hamburger
- 2011: Guard Dog Global Jam
- 2012: Summer Bummer
- 2012: Waiting for her Sailor
- 2012: Tiffany: Death on the Runway
- 2013: Drunker Than a Skunk
- 2013: Cheatin’
- 2014: Footprints

### Musikvideos
- 1990: Peter Himmelman – 245 Days
- 2005: Kanye West – Heard ’Em Say
- 2006: Weird Al Yankovic – Don’t Download This Song
- 2008: Parson Brown – Mexican Standoff
- 2011: Weird Al Yankovic – TMZ
- 2014: Tiemo Hauer – Herz / Kopf (Bearbeitung von Idiots & Angels)[3]

### Werbefilme
- 1989: MTV – Acid Rain
- 1990/1991: Trivial Pursuit (3)
- 1991: Nutrasweet
- 1992: Soloflex
- 1993: NBC – Peacock Bumper
- 1993: Taco Bell
- 1993: Nik Naks (UK)
- 1995: Microsoft Windows 95
- 1999: Geico Direct
- 2005: United Airlines – Signature

## Illustrationen
- mit Kanye West (Rap-Texte): Through the Wire. Atria 2009, ISBN 978-1-4165-3775-5